# Streekroman
Een streekroman is een roman waarvan de handeling zich afspeelt tegen de achtergrond van het leven in een bepaalde landstreek, met name op het platteland.

## Literaire streekromans
Voor de Tweede Wereldoorlog zijn er vele streekromans verschenen van de hand van literaire auteurs. De Nederlander Antoon Coolen jr. situeerde zijn boeken in de Peel, Herman de Man schreef tegen de achtergrond van de Lopikerwaard en A. den Doolaard gebruikte Walcheren als setting. Vooraanstaande Belgische voorbeelden zijn Stijn Streuvels en Felix Timmermans.
Een bekende Nederlandse streekroman is Anne de Vries' Bartje en het vervolg hierop, Bartje zoekt het geluk.

## Publieksromans
Tegelijkertijd was er een grote productie van werk dat eerder tot de lectuur wordt gerekend: het verhaal staat centraal, emoties worden uitgelegd, de verhaallijn is weinig complex. Bekende naoorlogse auteurs zijn Leni Saris, Annie Oosterbroek-Dutschun, Dolf Kloek, Mien van 't Sant en Margreet van Hoorn.

## Neergang
Hun prominente plaats bij de boekhandelskassa hebben deze boeken na de oorlog allengs verloren. Beekman en Beekman (1950) van Toon Kortooms behaalde nog ongekende oplagen, maar tegenwoordig hebben nog weinige uitgevers streekromans op hun fondslijst: in Nederland zijn dat vooral uitgeverij Kok in Kampen en een aantal kleine christelijke uitgevers. In boekhandels, waarin vroeger vaak aparte kasten voor de streekromans waren ingeruimd, hebben zij hun belangrijke positie verloren. Het kanaal waarlangs zij hun publiek bereiken, is vooral de bibliotheek; daar zijn de streekromans nog altijd zeer populair.
Onder bepaalde segmenten van hun doelgroep, de jongere vrouwen met name (maar ook wat oudere vrouwen), hebben streekromans geduchte concurrentie gekregen van andere genres, zoals de chicklit en de romantische lectuur (de zogenaamde "hij-en-zijroman"). Dit is verklaarbaar: die doelgroep bestond traditioneel vooral uit huisvrouwen, maar wordt de laatste decennia vooral gevormd door werkende vrouwen. Hun beleving sluit minder aan bij de streekroman-thematiek dan het geval was bij hun moeders en grootmoeders.

## Thematiek
De situering in een bepaalde streek is vaak een plattelandssetting. Dit tekent in de traditionele streeklectuur de belevenissen van de hoofdpersoon: vaak gaat het om gezinsleven op het boerenland, met een streven naar gezamenlijk geluk dat uiteraard hindernissen ondervindt (daarop is de plot gebaseerd), maar dat toch uiteindelijk doorgaans tot een bevredigend resultaat leidt.
De situering brengt vaak mee dat folklore een rol speelt. Soms wordt ook in het dialect geschreven: dit kan zich beperken tot de dialogen, maar ook de verteller kan zich van dialect bedienen, indien hij zich als deelgenoot aan het streekgebeuren presenteert.
Een ander thema is dat van het contrast tussen landelijk leven en het leven in de grote stad. Door de schildering van traditionele levenswijze in die landstreek onderscheidt deze situering zich ook van andere landstreken.
Het zijn veelal dikke, makkelijk leesbare, boeken, waarin een vrij eenvoudige intrige centraal staat, de gevoelens zeer herkenbaar zijn, en de afloop voorspelbaar is. Succesvolle titels en het werk van zeer populaire auteurs worden wel herdrukt in nog dikkere omnibus-uitgaven, met doorgaans een stofomslag die is geïllustreerd met een tekening.
Modern maatschappelijke ontwikkelingen hebben de thematiek van de streekroman wel beïnvloed: in recente titels kan men zwangerschap voor het huwelijk aantreffen, incest speelt er een rol in, en ook komt er eens een loverboy in voor.

## Vergelijkbare genres
- Met name in de literatuur van de Verenigde Staten is de regionale roman bekend. Dit is, anders dan de streekroman, nauwelijks een subgenre: er is zelfs wel beweerd dat iedere Amerikaanse roman streekgebonden is. In ieder geval zijn de romans die in het Amerikaanse zuiden spelen er voorbeelden van. Deze werken van bijvoorbeeld Eudora Welty, Truman Capote of William Faulkner zijn geen streekromans in onze zin van het woord. Het zijn literaire romans waarvan de regionale setting een belangrijke bijkomstigheid is, die echter niet prominent aanwezig is.
- In Duitstalige landen kan de zgn. Heimatroman enigszins met dit genre worden vergeleken. De Heimatromane , zoals die in navolging van Hermann Löns, hadden ten tijde van het Hitler-regime vaak echter wel een enigszins propagandistische tendens, bijvoorbeeld door het verheerlijken van vaderlandsliefde, trouw, vlijt, gezagsgetrouwheid en andere als "Duits" beschouwde deugden.
- De Nederlandstalige koloniale roman is een apart subgenre van de roman, en geen streekroman. Hij speelt niet noodzakelijk tegen de achtergrond van een landstreek, zeker niet een Belgische of Nederlandse, en zijn thematiek is doorgaans geheel anders (overigens uiteenlopend) dan die van de streekroman.
- In de pastorale is de streek wel degelijk een dominant gegeven. Het verschil is echter dat het leven op het land hier (sterk) wordt geïdealiseerd, en als spiegel wordt voorgehouden aan het stadsleven, dat verondersteld wordt veel minder volmaakt of idyllisch te zijn. De pastorale is daarmee juist geschreven vanuit de niet-landelijke optiek.

## Nederlandstalige auteurs
- Walter Breedveld
- Cor Bruijn
- Ernest Claes
- Antoon Coolen
- A. den Doolaard
- Johan van Dorsten
- Klaas van der Geest
- Anke de Graaf
- Sanne van Havelte
- Robin Hannelore
- Margreet van Hoorn
- A.M. de Jong
- Dolf Kloek
- Toon Kortooms
- Henk Krosenbrink
- Kathinka Lannoy
- Foka van Loon
- Herman de Man
- Jan Mens
- H.J. van Nijnatten-Doffegnies
- J.W. Ooms
- Annie Oosterbroek-Dutschun
- Mien van 't Sant
- Nel Schuttevaêr-Velthuys
- Jozef Simons
- Stijn Streuvels
- Henny Thijssing-Boer
- Harm Tiesing
- Felix Timmermans
- Jannetje Visser-Roosendaal
- Anne de Vries
- Clemens Wisse
- Gerda van Wageningen
- Nel van der Zee